# Léonard Kweuke
Léonard Kweuke (Yaoundé, 12 luglio 1987) è un ex calciatore camerunese, di ruolo attaccante.

## Carriera

### Nazionale
Tra il 2011 ed il 2015 ha totalizzato complessivamente 25 presenze e 3 reti nella nazionale camerunese.

## Palmarès

### Club

#### Competizioni nazionali
- Supercoppa della Repubblica Ceca: 1

Sparta Praga: 2010